# Xenodusa reflexa
Xenodusa reflexa är en skalbaggsart som först beskrevs av Walker 1866.  Xenodusa reflexa ingår i släktet Xenodusa och familjen kortvingar. Inga underarter finns listade i Catalogue of Life.